# Erysimum lycaonicum
Erysimum lycaonicum är en korsblommig växtart som först beskrevs av Hand.-mazz., och fick sitt nu gällande namn av Hub.-mor. Erysimum lycaonicum ingår i släktet kårlar, och familjen korsblommiga växter. Inga underarter finns listade i Catalogue of Life.